# کان‌ایه، آیچی
کان‌ایه، آیچی (به لاتین: Kanie, Aichi) یک منطقهٔ مسکونی در ژاپن است که در بخش آما، آیچی واقع شده‌است. کان‌ایه ۱۱٫۰۹ کیلومترمربع مساحت و ۳۶٬۷۸۹ نفر جمعیت دارد.